# Reserva índia Klamath
La Reserva índia Klamath és una reserva índia atribuïda a les Tribus Klamath, abans Tribu índia Klamath d'Oregon, confederació d'amerindis dels Estats Units reconeguda federalment per la BIA i composta per les tres nacions ameríndies que habitaven el Sud d'Oregon i el Nord de Califòrnia: els klamath, els modoc, i la banda yahuskin dels paiute. El govern tribal té la base a Chiloquin, Oregon.

## La reserva
L'actual reserva índia Klamath consisteix en 12 petites parcel·les de terra no contínues al comtat de Klamath. Aquests fragments es troben generalment vora les comunitats de Chiloquin i Klamath Falls. En total, una extensió d'1,248 km² (308,43 acres). Com és el cas de moltes tribus de nadius estatunidencs, avui pocs membres de la tribu klamath viuen a la reserva. Segons el cens dels Estats Units del 2000 només 9 persones vivien a la reserva, cinc d'ells blancs. Actualment hi ha una disputa per la quantitat de sang per tal de ser considerat membre de la tribu.

## Història
Després de signar el tractat de 1864, els membres de la tribu Klamath foren traslladats a la Reserva Klamath. En aquell temps hi havia tensions entre els klamath i els modoc, i una banda dels modoc deixaren la reserva per tal de tornar al nord de Califòrnia. Foren derrotats per l'exèrcit dels Estats Units en la Guerra Modoc (1872-1873) i obligats a retornar a Oregon.
En 1954 el Congrés dels Estats Units va terminar el reconeixement federal de la sobirania tribal dels Klamath, com a part d'un esforç per assimilar els amerindis i ser part de la cultura dominant. Amb el creixement de l'activisme amerindi a la fi del segle xx, les tribus reorganitzaren el seu govern i, en 1986, va recuperar el reconeixement federal. En aquest moment, alguns membres havien venut les seves parcel·les individuals assignades en la dècada de 1950, pel que la terra de la reserva comunal va ser dissolta. Una part d'aquest terreny va ser adquirit pel govern per al Klamath Basin National Wildlife Refuges Complex.
S'està planificant la creació d'una nova reserva. Amb el suport de The Trust for Public Land les tribus Klamath han arribat recent a un acord per tal de recomprar els 90.000 acres (360 km²) del bosc de Mazama.

### Disputa pels drets de l'aigua

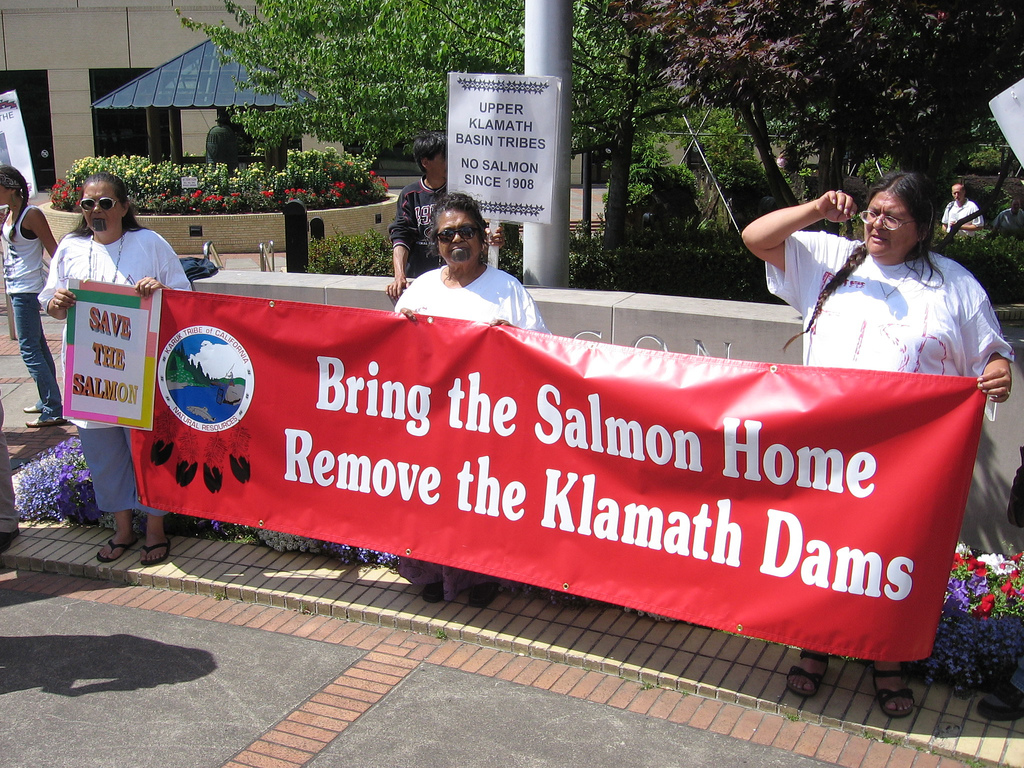
Manifestació de les tribus klamath a Portland el 2006.

El 2001 es produí una disputa per drets sobre les aigües entre les Tribus Klamath, agricultors de la conca Klamath i pescadors del riu Klamath que fou notícia a nivell nacional. A partir de 2006, la qüestió dels drets d'aigua continua sent motiu de controvèrsia. Per millorar la pesca del salmó i la qualitat de la carrera dels salmons, les Tribus Klamath estan pressionant perquè es demoleixin les preses a la part superior dels rius, ja que han reduït la cursa del salmó.
Per la signatura del Tractat de 1864, 16 Stat. 707, la tribu Klamath va cedir 20 milions d'acres (81.000 km²) de terres però en va retenir dos milions d'acres (8.100 km²) i els drets de pesca, cacera i recol·lecció de les aigües i terres en les que hi havien viscut tradicionalment durant segles.
Com a part d'un esforç d'assimilació, en 1954 el Congrés dels EUA va acabar la relació federal amb les tribus Klamath, però s'indica a la Llei de Terminació Klamath, "Res en aquesta [llei] derogarà els drets d'aigua de la tribu i dels seus membres. .. Res en aquesta [llei] posarà fi als drets de pesca o privilegis que gaudeixen la tribu o els membres en virtut de tractat Federal".
Els estats de Califòrnia i Oregon han intentat ambdós qüestionar els drets d'aigua dels Klamath, però han estat rebutjats. Els agricultors locals van intentar sense èxit reclamar els drets d'aigua en els casos en 2001 Klamath Water Users Association contra Patterson i Kandra contra els Estats Units, però aquests es van decidir a favor dels drets del Departament d'Interior per donar prioritat a les pesca tribal en la gestió dels fluxos d'aigua i els drets de la conca del Klamath. En 2002 el jutge de districte dels EUA Owen M. Panner dictaminà que els drets d'aigua de les tribus Klamath precedien els del regants no-tribals en el cas de la cort United States vs. Adair, originalment presentat en 1975.

## Demografia
Actualment hi ha 3.500 individus registrats com a membres de les Tribus Klamath, amb la població centrada al Comtat de Klamath (Oregon). Segons el Cens dels Estats Units de 2000 hi havia enregistrats 4.043 klamath, 1.438 modoc i 20 yahooskin paiute. La majoria de la terra tribal va ser liquidada quan el Congrés va "terminar" el reconeixement federal en 1954 sota la seva política de terminació índia. Algunes terres els van ser retornades quan es va restaurar el reconeixement federal. El govern tribal actualment ofereix serveis a tot el comtat.